# 867

## Esdeveniments
- 24 de setembre, Constantinoble: Basili el Macedoni fa matar l'emperador Miquel III i es proclama el seu successor.
- 13 de desembre, Roma: Aprofitant la cerimònia de coronació del papa Adrià II, els homes de Lambert I de Spoleto saquegen la ciutat.
- 14 de desembre, Roma: Adrià II és nomenat papa, com a successor de Nicolau I.
- Constantinoble: Basili el Macedoni deposa Foci com a patriarca de Constantinoble i restaura Ignasi de Constantinoble.
- Regne d'Astúries: El rei Alfons III ha de dominar primer una sublevació de vascons i després una altra a Galícia.
- Matera, Emirat de Bari: Les forces de Lluís II d'Itàlia assetgen la ciutat i, contrariats per la resistència que hi troben, l'arrasen.
- Oria, Emirat de Bari: Les tropes de Lluís II d'Itàlia assetgen la ciutat que finalment és ocupada.
- Comtat d'Aragó, Imperi Carolingi: Asnar II Galí succeeix el seu pare Galí I Asnar com a comte.
- Regne d'Aquitània: Lluís II és nomenat rei.

## Naixements
- Imperi Carolingi: Carloman II, rei de la França Occidental. (m. 884)

## Necrològiques
- 24 de setembre, Constantinoble: Miquel III, emperador. Executat per ordre de Basili el Macedoni.
- 13 de novembre, Roma: Sant Nicolau, papa.
- Comtat d'Aragó, Imperi Carolingi: Galí I Asnar, comte d'Urgell, Cerdanya, Pallars, Ribagorça i, darrerament, d'Aragó.